# Thomas Stenderup

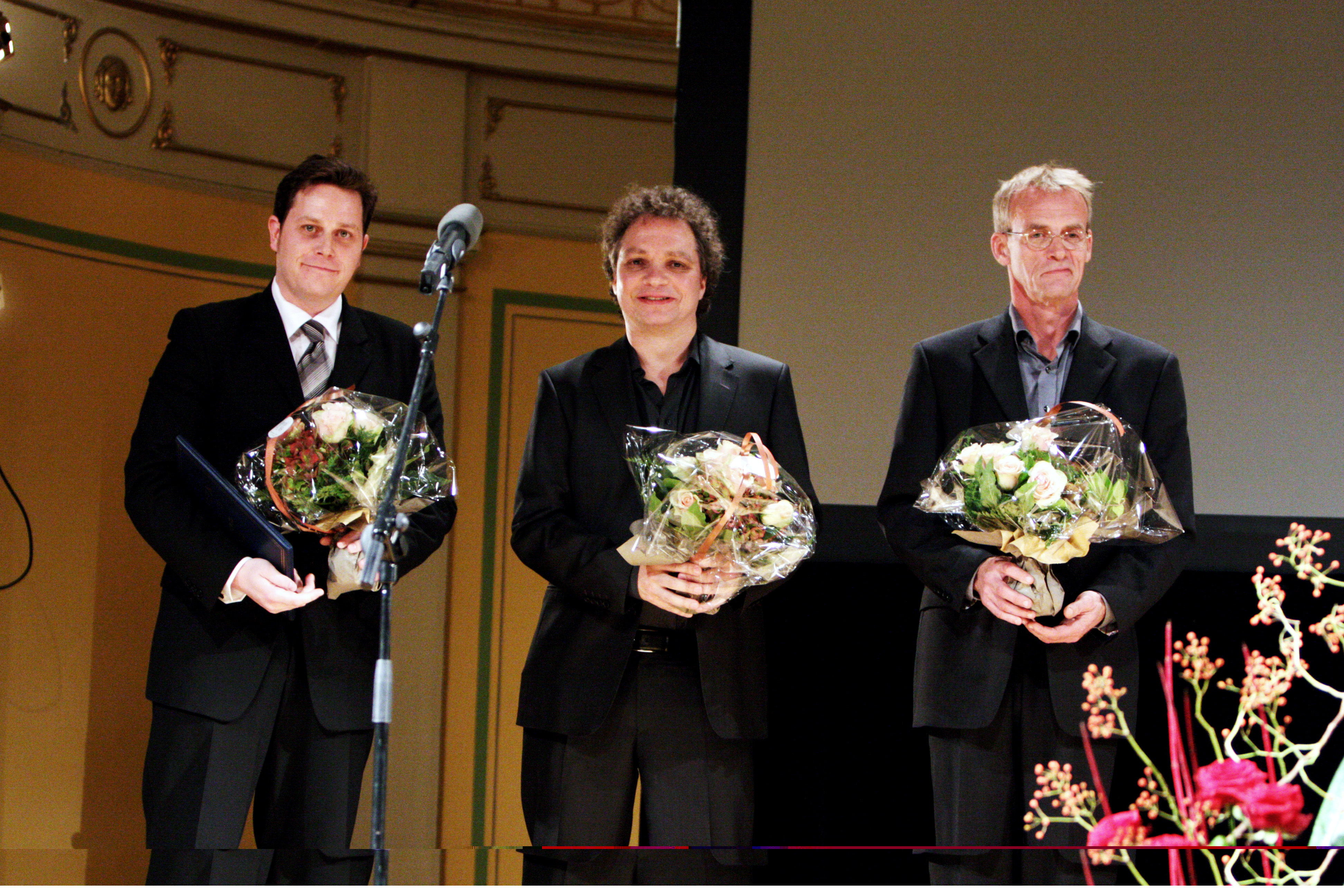
Peter Schönau, Bo hr. Hansen och Thomas Stenderup (till höger) mottar Nordiska rådets filmpris i Oslo, 2007.

Thomas Stenderup, född 7 maj 1954, är en dansk filmproducent, regissör och manusförfattare. Han har varit verksam inom film och tv sedan 1995.

## Filmproduktion
- 2008 - Maria Larssons eviga ögonblick
- 2007 - Konsten att gråta i kör
- 2006 - Spelar du ikväll?
- 2005 - Den tyska hemligheten
- 2004 - Älskar du mig?

## Verkställande producent
- 2000 - Gå på vatten

## Priser och utmärkelser
- Nordiska rådets filmpris år 2007 för Konsten att gråta i kör